# Zabajkalski kraj
Zabajkalski kraj (ruski: Забайкальский край) ruska je upravna jedinica.
Obuhvaća Čitsku oblast i Aginskoburjatski autonomni okrug.
Referendum o udruživanju prijerečenih ruskih upravnih jedinica u Zabajkalski kraj održan je 11. ožujka 2007., a nova upravna jedinica utemeljena je 1. ožujka 2008. godine. 

## Daljnji planovi
Postoje planovi o ujedinjenju Irkutske oblasti, Burjatije i Zabajkalskog kraja u jedinstveni, Bajkalski kraj (rus. Байкальский край).

## Vanjske poveznice
- Владимир Путин поддержал создание Забайкальского края  Arhivirana inačica izvorne stranice od 28. rujna 2007. (Wayback Machine) (prevedeno: Vladimir Putin podržao je stvaranje Zabajkalskog kraja)